# Birinci Dästä 2004-2005
La Birinci Dästä 2004-2005 è stata la 13ª edizione della seconda serie del campionato di calcio azero disputato tra il 9 ottobre 2004 e il 15 maggio 2005.
L'AZAL Baku e il Energetik Mingacevir furono promosse in Yüksək dəstə 2005-2006

## Formula
Il campionato venne disputato da 8 squadre che si affrontarono in un turno di andata e ritorno per un totale di 14 partite. Vennero promosse in Güclülər Dəstəsi le prime due classificate.

## Classifica
|  |    | Classifica Girone A  | Pt | G  | V  | N | P  | GF | GS | DR  |
|  | -- | -------------------- | -- | -- | -- | - | -- | -- | -- | --- |
|  | 1. | AZAL                 | 33 | 14 | 10 | 3 | 1  | 68 | 15 | +53 |
|  | 2. | Energetik Mingəçevir | 31 | 14 | 10 | 1 | 3  | 34 | 13 | +21 |
|  | 3. | Xəzər-Lənkəran res   | 24 | 14 | 7  | 3 | 4  | 25 | 18 | +7  |
|  | 4. | Göika Baki           | 20 | 14 | 5  | 5 | 4  | 25 | 22 | +3  |
|  | 5. | ANŞAD Petrol         | 20 | 14 | 5  | 5 | 4  | 22 | 19 | +3  |
|  | 6. | Vilas Masalli        | 15 | 14 | 5  | 0 | 9  | 18 | 27 | -9  |
|  | 7. | Ganclik-95 Sumgayit  | 7  | 14 | 2  | 1 | 11 | 17 | 36 | -9  |
|  | 8. | Böyük Vadi Baki      | 7  | 14 | 1  | 4 | 9  | 10 | 32 | -22 |

### Verdetti
- AZAL e  Energetik Mingəçevir promosse in Yüksək dəstə 2005-2006.